# Território Federal do Rio Branco
O Território Federal do Rio Branco foi um território federal brasileiro desmembrado do Amazonas no dia 13 de Setembro de 1943. Seu nome mudou, em 1962, para Território Federal de Roraima, o qual em 1988 foi extinto e deu lugar ao Estado de Roraima. Sua capital era Boa Vista, que continuou a ser a capital do futuro estado.

## Descrição
Criado pelo Decreto-lei n.º 5812, de 13 de setembro de 1943, o território foi delimitado pelo Decreto-lei 6550, de 31 de maio do ano seguinte, com as seguintes delimitações, estabelecidas no inciso b de seu artigo primeiro:
b) Território Federal do Rio Branco - a Oeste, Norte e Leste, os limites com a República da Venezuela e a Guiana Inglesa; a Sueste e Sul, o rio Jamundá ou Nhamundá, da sua nascente principal na Serra Uassari até o paralelo da nascente principal do rio Alalaú, seguindo por esse paralelo até alcançar a referida nascente; o rio Alalaú, até a sua foz no rio Jauaperi, descendo por este até a sua foz no rio Negro e por este rio acima até a foz do rio Jufari; - a Sudoeste, o rio Jufari, desde a sua foz até a sua nascente principal; o divisor de águas entre os rios Demeni e Xeruini, desde a nascente principal do Jufarí até o divisor de águas entre o Demení e o Catrimani; este divisor até encontrar o paralelo que passa pela nascente principal do rio Catrimani e seguindo por este paralelo até a serra Parima;
Ainda segundo o mesmo decreto, o território possuía somente dois municípios: a capital Boa Vista e Catrimani, este formado com parte do Município da Moura, ambos oriundos do Amazonas.
Tinha população e densidade demográfica pequenas, características que permaneceram após as mudanças de nome, correspondendo a um grande vazio demográfico. Tanto é, que na eleição presidencial de 1945, apenas 504 pessoas do Rio Branco votaram, tendo sido junto com o Território de Fernando de Noronha, que contou com apenas 106 votantes, os únicos estados/territórios com menos de mil eleitores naquele pleito.
Por curiosidade, na eleição de 1945, o Rio Branco teve resultados bem diferentes em relação ao resto do Brasil, sendo o único lugar a ter Rolim Telles, que em todos os demais lugares ficou em último, como o mais bem votado, e também o único a ter Dutra, que acabou sendo eleito, como o último colocado.